# Медаль освобождения Папуа-Новой Гвинеи
Медаль освобождения Папуа-Новой Гвинеи была учреждена в 1975 году в ознаменование перехода от самоуправления к полной независимости Папуа-Новой Гвинеи. Это часть системы наград Папуа-Новой Гвинеи Медалью награждались за службу в Папуа-Новой Гвинеи во время и до её обретения независимости .

## История
Правительство Папуа-Новой Гвинеи наградило Медалью освобождения Папуа-Новой Гвинеи военнослужащих Сил обороны Папуа-Новой Гвинеи, которые служили с 1 декабря 1973 года по 16 сентября 1975 года. Гражданские получатели были награждены за выдающиеся заслуги в тот же период времени. Военнослужащие и гражданские лица из сфер Содружества а также Великобритании, и таких как Австралия и Новая Зеландия, также были награждены медалью. Награждение медалью состоялось 16 сентября 1975 года от имени Генерала-губернатора и премьер-министра Папуа-Новой Гвинеи. Медаль была утверждена Королевой Елизаветой ll для граждан и военнослужащих Папуа-Новой Гвинеи за их службу во время до и после обретения независимости 16 сентября 1975 года.

## Описание
Медаль изготавливается из позолоты, имеет форму круга диаметром 1,25 дюйма., с Изображением Королевы Елизаветы ll на круге написано ELIZABETH ll DEI GRATIA REGINA F.D на реверсе изображен герб Папуа-Новой Гвинеи с надписью PAPUA NEW GUINEA INDEPENDENCE 1975. Лента медали муаровая длинной 32 мм с черными белыми желтыми линиями по краю в центре линия красного цвета. её носят наряду с остальными наградами Великобритании и других Королевств Содружества и Содружества Наций. Медаль носят после коронационных и юбилейных медалей, но перед орденами и медалями за выслугу лет. К нему прилагается сертификат с подписями короля, генерал-губернатора и премьер-министра.

## Награждение
Медалью награждались граждане Папуа-Новой Гвинеи за их службу во время независимости а также военнослужащие из сфер Содружества, таких как Австралия и Новая Зеландия, также были награждены этой медалью. Для каждой страны бывшей Колонии Великобритании изговаливалась отдельная Медаль освобождения, если страна хочет освободиться от монархии то делают эту медаль. Суверен(Король) остается при власти в случае независимости страны, и эта страна попадает в Содружество Наций. Для каждой страны изготавливается отдельная медаль для любого значимого события в Содружестве Наций или в Великобритании в целом, тогда для этого в каждой стране Содружества изготовляеться медаль для юбилея или дня рождения монарха.

## Награжденные
- Билл Брэдфилд
- Кевин Бирн
- Яш Гай
- Майкл Джеффри
- Джим Молан
- Майкл Сомаре
- Мэрилин Стратерн
- Джон Лаветт
- Карл lll (в прошлом принц Уэльский 1975 год)